# Mariensäule (Aschaffenburg)

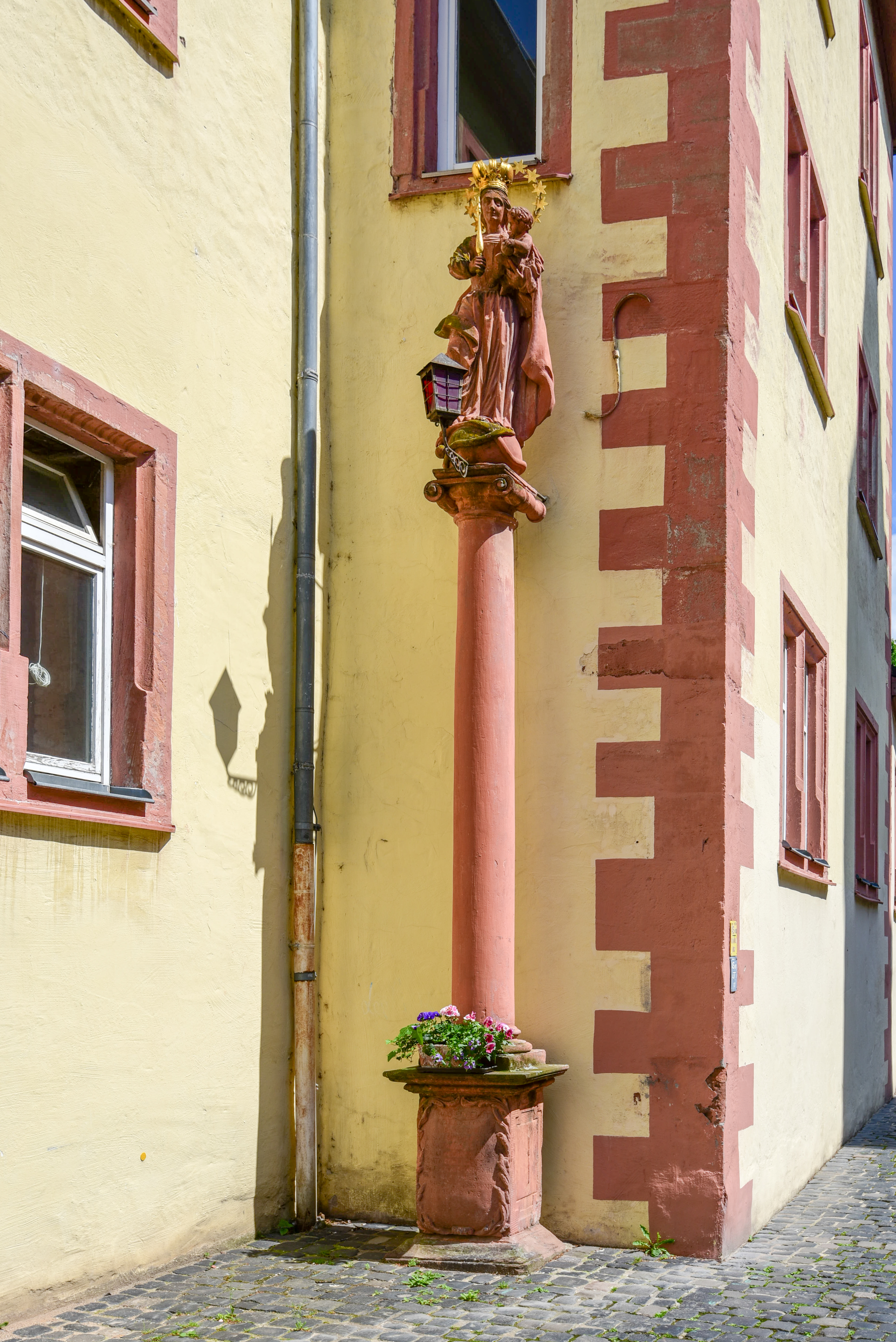
Mariensäule in Aschaffenburg

Die Mariensäule in Aschaffenburg, einer Stadt in Unterfranken in Bayern, wurde 1703 errichtet. Die Mariensäule an der Pfaffengasse 24 ist ein geschütztes Baudenkmal.
Die barocke Madonnenfigur steht auf einer hohen Buntsandsteinsäule. Maria trägt das Jesuskind auf dem linken Arm; in der rechten Hand hält sie ein Szepter.
Maria steht auf der Mondsichel und ihr Haupt mit Krone wird von einem Sternenkranz umgeben, entsprechend der Offenbarung des Johannes (Offb, 12,1–5 ).